# Димитър Цеков
Димитър Цеков е бивш български футболист, нападател. Играл е за Балкан (Ботевград) (1963 – 1966), Локомотив (София) (1966 – 1968/ес., 1976 – 1977), Етър (1969/пр.-1976, 1978 – 1980), Ботев (Враца) (1977 – 1978), Червено знаме (Павликени) (1980 – 1982) и Чумерна (1982 – 1984). Има 266 мача и 94 гола в А група (148 мача с 61 гола за Етър, 91 мача с 25 гола за Локомотив и 27 мача с 8 гола за Ботев Враца). Рекордьор е по отбелязани голове за Етър общо в А РФГ и Б РФГ, има точно 200 мача (52 в Б РФГ) и 88 гола (27 в Б РФГ). С отбора на Балкан две години поред е голмайстор на зоната. Още в първия си мач за Локомотив (Сф) вкарва гол срещу Ботев (Пловдив), а в първия си сезон за „железничарите“ отбелязва 12 гола. Помага за влизането на Етър в елита през 1969 г. като вкарва 12 гола в Б група. През 1969/70 е голмайстор на Етър с 16 гола, а отбора завършва на 6 място в А група. Бронзов медалист през 1968 с Локомотив (Сф), четвърти през 1974 г. с Етър и финалист за Купата на Съветската армия през 1977 г. с Локомотив (Сф). Има 1 мач за А националния отбор и 8 мача с 3 гола за Б националния отбор. За Етър е изиграл 2 мача в турнира за купата на УЕФА (0:0, 0:3). Майстор на спорта от 1974 г. Носител на златната значка на БФС. Бивш треньор на Левски (Стражица). За няколко години беше изпълнителен директор на Етър. Дежурен делегат във В група.
Играе в отбора на ветераните на Етър, като бележи последния си гол на 71 годишна възраст в Ловеч срещу „Чумерна“ 2:2.
Умира на 5 май 2022 на 75 годишна възраст.

## Успехи (като футболист)
Локомотив (София)
- А РФГ:
  -  Бронзов медалист (1): 1967/68

## Успехи (като баскетболист)
Балкан (Ботевград)
- Шампион (1): 1965[2]